# 白梅氏鯿
白梅氏鳊（学名：Metzia alba）为輻鰭魚綱鯉形目鲴科梅氏鳊属的其中一種。分布於越南淡水流域，主要棲息在底中層水域，生活習性不明。